# Prirezan dodekadodekaeder
| Prirezan dodekadodekaeder                             | Prirezan dodekadodekaeder                             |
| ----------------------------------------------------- | ----------------------------------------------------- |
|                                                       |                                                       |
| Vrsta                                                 | uniformni zvezdni polieder                            |
| Elementi                                              | F = 84, E = 150, V =60 ({\displaystyle \chi \,} = -6) |
| Stranske ploskve po stranicah                         | 60{3}+12{5}+12{5/2}                                   |
| Wythoffov simbol                                      | \| 2 5/2 5                                            |
| Simetrijska grupa                                     | I, [5,3]+, 532                                        |
| Bowerjeva okrajšava                                   | Siddid                                                |
| Sklici                                                | U40, C49, W111                                        |
| srednji pentagonalni heksekontaeder (dualni polieder) | 3.3.5/2.3.5 slika oglišč                              |

Prirezan dodekadodekaeder je nekonveksni uniformni polieder z oznako (indeksom) U40. Njegov Schläflijev simbol je s{5/2, 5}, tako kot za prirezan veliki dodekaeder

## Kartezične koordinate
Kartezične koordinate oglišč prirezanega dodekadodekaedra so vse parne permutacije naslednjih vrednosti
(±2α, ±2, ±2β),
(±(α+β/τ+τ), ±(-ατ+β+1/τ), ±(α/τ+βτ-1)),
(±(-α/τ+βτ+1), ±(-α+β/τ-τ), ±(ατ+β-1/τ)),
(±(-α/τ+βτ-1), ±(α-β/τ-τ), ±(ατ+β+1/τ)) and
(±(α+β/τ-τ), ±(ατ-β+1/τ), ±(α/τ+βτ+1)),
s parnim številom pozitivnih predznakov, kjer je
β = (α2/τ+τ)/(ατ−1/τ),
where τ = (1+√5)/2   zlati rez in
α je pozitivna realna ničla  enačbe τα4−α3+2α2−α−1/τ ali približno 0,7964421.
Če pa vzamemo neparne permutacije zgornjih koordinat z neparnim številom pozitivnih predznakov, dobimo drugo enanciomorfno obliko.